# Amarildo Tavares da Silveira
Amarildo Tavares da Silveira, conegut com a Amarildo, (29 de juliol de 1940) és un exfutbolista brasiler. Posteriorment fou entrenador.

## Selecció del Brasil
Va formar part de l'equip brasiler a la Copa del Món de 1962.

## Palmarès
Botafogo
- Campionat brasiler de futbol: 1962
- Torneig Rio-São Paulo: 1962
- Campionat carioca: 1961, 1962
- Tournoi de Paris: 1963

Milan
- Coppa Italia: 1966–67

Fiorentina
- Serie A: 1968–69

Vasco da Gama
- Campionat brasiler de futbol: 1974

Brasil
- Copa del Món de futbol: 1962